# Teuda Bara
Teuda Bara, pseudônimo de Teuda Magalhães Fernandes, (Belo Horizonte, 1 de novembro de 1941) é uma atriz brasileira, uma das fundadoras do Grupo Galpão.

## Biografia
Filha de um major do corpo de bombeiros e trombonista, Teuda nunca frequentou curso de formação teatral. Estudou Ciências Sociais na Universidade Federal de Minas Gerais (UFMG), onde fazia teatro-jornal, junto ao Diretório Acadêmico da Faculdade de Filosofia e Ciências Humanas (FAFICH). Ainda na década de 1960, abandou a universidade e aderiu ao modo de vida hippie.
Trabalhou com o diretor Eid Ribeiro e fundou o grupo Fulias Bananas. Mudou-se para São Paulo, onde atuou com José Celso Martinez Correa. Em 1982, de volta a Belo Horizonte, entrou para uma oficina de teatro dirigida por dois membros do Teatro Livre de Munique, George Froscher e Kurt Bildstein, que se tornaria o embrião do Grupo Galpão.
Além de atuar na maior parte dos espetáculos do Galpão, participou do espetáculo K.Á., do Cirque Du Soleil (Canadá) e atuou em filmes como O Menino Maluquinho, de Helvécio Ratton, Vinho de Rosas, de Elza Cataldo, O Contador de Histórias, de Luiz Villaça, e O Palhaço, de Selton Mello.

## Carreira

### Televisão
| Ano  | Título                | Personagem  | Notas                                          |
| ---- | --------------------- | ----------- | ---------------------------------------------- |
| 2017 | Filhos da Pátria      | Cigana      |                                                |
| 2017 | A Vila                | Dona Fausta |                                                |
| 2014 | Meu Pedacinho de Chão | Mãe Benta   | [ 5 ]                                          |
| 2008 | Toma Lá, Dá Cá        | Dona Juba   | Episódio: "Uma epidemia politicamente correta" |

### Cinema
| Ano  | Título                          | Personagem         |
| ---- | ------------------------------- | ------------------ |
| 2024 | Nação Comprimido                | Francisca          |
| 2023 | As Órfãs da Rainha              | Donana             |
| 2023 | Peixe Abissal                   | Dona Luzia         |
| 2022 | Febre                           | Mulher na piscina  |
| 2021 | Noites de Alface                | Iolanda            |
| 2020 | Éramos em Bando                 | Ela mesma          |
| 2019 | Ângela                          | Ângela             |
| 2017 | As Duas Irenes                  | Madalena           |
| 2017 | As Formigas                     | Cassandra          |
| 2015 | Hipócrates                      | Paciente           |
| 2013 | Abrigo ao Sol                   | Mulher             |
| 2011 | O Palhaço                       | Dona Zaira         |
| 2011 | Till - A Saga de um Herói Torto | —                  |
| 2010 | Ponto Org                       | D. Zilda           |
| 2010 | Transeunte                      | Metilene           |
| 2010 | Revertere Ad Locum Tuum         | —                  |
| 2009 | O Contador de Histórias         | Judith             |
| 2008 | Os Filmes que Não Fiz           | Beata              |
| 2007 | O Crime da Atriz                | Atriz da trupe     |
| 2005 | Vinho de Rosas                  | Irmã Arcanja       |
| 2004 | Irreconhecível                  | —                  |
| 2002 | Samba Canção                    | Dona Martírio      |
| 1999 | Outras Estórias                 | —                  |
| 1994 | Menino Maluquinho - O Filme     | Servente da escola |
| 1985 | Ela e os Homens                 | —                  |
| 1984 | Dois Homens para Matar          | Prostituta         |
| 1983 | Idolatrada                      | —                  |

## Teatro
- 1975 - Bar e Café São Tomé, Criação Coletiva
- 1976 - Viva Olegário, direção de Eid Ribeiro
- 1977 - Triptolemo XVII - José Antônio de Souza, direção de Adir Assunção
- 1978 - A Conquista do Dia - Criação Coletiva, direção de Carlos Rocha
- 1979 - Ensaio Geral do Carnaval do Povo, direção de José Celso Martinez Corrêa
- 1979 - Corre Terra - Teatro de Bonecos
- 1983 - De Olhos Fechados, de João Vianney, direção de Fernando Linares
- 1984 - Ó Prô Cê Vê na Ponta do Pé - Criação Coletiva
- 1984 - O Agiota, direção de Eduardo Rodrigues
- 1985 - Arlequim, Servidor de Dois Amores, de Carlo Goldoni, direção de Fernando Linares e Eduardo Moreira
- 1986 - A Comédia da Esposa Muda que Falava mais que Pobre na Chuva, direção de Paulinho Polika
- 1986 - Triunfo, Um Delírio Barroco, direção de Carmen Paternostro
- 1987 - Foi Por Amor, roteiro de Antônio Edson Soares e Eduardo Moreira, direção de Antônio Edson Soares
- 1988 - Corra Enquanto é Tempo, texto e direção de Eid Ribeiro
- 1990 - Álbum de Família, de Nelson Rodrigues, direção de Eid Ribeiro
- 1992 - Romeu e Julieta, direção de Gabriel Villela
- 1994 - A Rua da Amargura, direção de Gabriel Villela
- 1994 - Um Molière Imaginário, direção de Eduardo Moreira
- 1999 - Partido, direção de Cacá Carvalho
- 2001 - Um Trem Chamado Desejo, direção de Chico Pelúcio
- 2003 - O Inspetor Geral, direção de Paulo José
- 2009 - Till, a Saga de um Herói Torto, direção de Júlio Maciel[1]

## Prêmios e indicações
| Ano  | Prêmio                                             | Categoria                      | Nomeações                 | Resultado |
| ---- | -------------------------------------------------- | ------------------------------ | ------------------------- | --------- |
| 1996 | Prêmio Shell de Teatro                             | Melhor Atriz                   | Rua da Amargura           | Indicada  |
| 2013 | Festival de Cinema de Santa Rosa                   | Melhor Atriz                   | Abrigo ao Sol             | Indicada  |
| 2013 | Festival de Cinema de Maringá                      | Melhor Atriz                   | Abrigo ao Sol             | Venceu    |
| 2013 | 8° Encontro Nacional de Cinema e Vídeo dos Sertões | Melhor Atriz                   | Abrigo ao Sol             | Venceu    |
| 2013 | Prêmio MuBe Vitrine Independente                   | Prêmio Especial de Atuação     | Abrigo ao Sol             | Venceu    |
| 2014 | FECIN – Festival de TV e Cinema do Interior        | Melhor Atriz                   | Abrigo ao Sol             | Venceu    |
| 2016 | Prêmio Cenym de Teatro                             | Melhor Atriz Coadjuvante       | Nós                       | Indicada  |
| 2017 | Prêmio Questão de Crítica                          | Prêmio Homenagem à Cultura     | Nós                       | Venceu    |
| 2019 | Prêmio Cenym de Teatro                             | Prêmio Honorário Especial      | Prêmio Honorário Especial | Venceu    |
| 2019 | Prêmio Claudia                                     | Cultura                        | Contribuição c/ Cultura   | Indicada  |
| 2019 | Festival Internacional de Cinema de Brasília       | Melhor Atriz em Curta-Metragem | Ângela                    | Venceu    |